# Hildelisa Saralegui Boza
Hildelisa Saralegui Boza Dra. Profª. (1949) es una botánica, taxónoma, y profesora cubana. 
En 1972, obtuvo su licenciatura en Ciencias Biológicas, en la Universidad de La Habana, y en 1997 su M.Sc. en biología; en 2001 su doctorado con la defensa de la tesis "Taxonomía de la Tribu Pipereae (Piperaceae) en Cuba". Ha realizado expediciones botánicas por la isla.
Desde 2000, desarrolla actividades académicas en el Jardín Botánico Nacional de Cuba, en La Habana. Realiza estudios taxonómicos en ecología y taxonomía de Ascomycetes de Cuba; es curadora-custodia de fanerógamas del Jardín Botánico Nacional.

## Algunas publicaciones
- h. Saralegui Boza. 2000a. Chloranthaceae en Greuter, W (ed.) Flora de la República de Cuba. Serie A. Plantas Vasculares. 3 (2). pp. 12. Koenigstein: Koeltz Scientific Books. Alemania. ISBN 3-87429-415-3

- ----------------------. 2000b. Anatomía del tallo en especies xeromorfas del género Piper (Piperaceae) en Cuba. Rev. Jard. Bot. Nac. Univ. Habana. 21(1):19-23

- ----------------------. 2000c. Primer reporte de Representantes de Ascomycota de “El Naranjal” Reserva Ecológica de las Alturas de Banao, Cuba. Rev. Jard. Bot. Nac. 21(2)

- ----------------------. 2000d. “Camarops polysperma (Boliniaceae): un nuevo e interesante registro para Cuba”. Rev. Jard. Bot. Nac. 22 (1): 151-152

- a. Hernández Sosa, h. Saralegui Boza. 2001. Contribución al conocimiento de la biología del sicono de Ficus aurea (Moraceae). Rev. Jard. Bot. Nac. Univ. Habana 22(1): 45-48

- a. Morales Martínez, h. Saralegui Boza. 2002a. Aspectos de la biología de la reproducción en Ficus trigonata L. (Moraceae). Rev. Jard. Bot. Nac. Univ. Habana 23(2): 207-210

- a. Vázquez Ruiz, h.  Saralegui Boza. 2002b. La epidermis foliar en especies cubanas del género Ficus L. (Moraceae). Rev. Jard. Bot. Nac. Univ. Habana 23(2): 211-213

- h. Saralegui Boza. 2004. Piperaceae en Greuter, W. & Rankin, R. (ed.) Flora de la República de Cuba. Serie A, Plantas Vasculares. Fascículo 9 (3) pp. 94. Koenigstein: Koeltz Scientific Books. Alemania. ISBN 3-906166-13-9

- ----------------------. 2005a. Hedyosmum subintegrum (Chloranthaceae): un endemismo de la región oriental de Cuba. Memorias de la IV Conferencia Internacional de Ecología de Serpentina

- alina Cuza Pérez, h. Saralegui Boza, raquel Carreras Rivery. 2005b. Maderas que fueron usadas en la construcción de edificaciones coloniales del Centro Histórico de La Habana Vieja, Cuba. Anales del Museo de América 13: 359-375 ISSN 1133-8741 en línea

- h. Saralegui Boza, k. Izquierdo. 2006. Principales especies cultivadas de Ficus (Moraceae) en Cuba y sus avispas polinizadoras (Agaoninae). Rev. Jard. Bot. Nac. Univ. Habana 27: 115-121

- cristina panfet Valdés, lutgarda gonzáles Geigel, johannes Bisse, manfred Bassler, helga Dietrich, hildelisa saralegui Boza, hagen Stenzel, alicia Rodríguez Fuentes, carlos Sánchez, rosa rankin Rodríguez, dieter h. Mai, isidro e. Méndez. 2007. Flora de La República de Cuba: Serie A. Plantas vasculares. Vol. 12. Ed. ilustrada de Koeltz Sci. Books, 266 pp. ISBN 3906166589

- ----------------------, deiry Álvarez Sorí, alina Cuza Pérez. 2008a. Las plantas y el deterioro de edificaciones no patrimoniales del Centro Histórico de la Habana Vieja. Rev. Jard. Bot. Nac. Univ. Habana 29: 145-150 en línea

- rosalina Berazaín Iturralde, h. Saralegui Boza. 2008b. La Maestría en Botánica: A 10 años de su primera graduación. Rev. Jard. Bot. Nac. Univ. Habana 28: 201-202 en línea

## Honores

### Distinciones[1]
- Medalla Rafael María de Mendive (1995)
- Sello 270 Aniversario de la Universidad de La Habana (1998)
- Sello XXX Aniversario del Jardín Botánico Nacional (1998)
- Distinción por la Educación Cubana (2002)
- Vanguardia Nacional del Sindicato de la Educación, la Ciencia y el Deporte –cursos 1999-2000, 2001-2002 y 2004-2005

Miembro de
- Asociación Cubana de Botánica
- Asociación Latinoamericana de Botánica
- Grupo de Especialistas en Plantas Cubanas de SSC/IUCN (2003- presente)
- Consejo Científico Universitario y del Consejo Científico del Jardín Botánico Nacional

- La abreviatura «Saralegui» se emplea para indicar a Hildelisa Saralegui Boza como autoridad en la descripción y clasificación científica de los vegetales.[4]